# Rosamunde Pilcher: Solange es dich gibt
Solange es dich gibt ist ein deutsch-österreichischer Fernsehfilm unter der Regie von Dieter Kehler aus dem Jahr 2004. Der für das ZDF produzierte Film ist die 54. Folge der Rosamunde-Pilcher-Filmreihe des ZDF mit Werken der erfolgreichen britischen Schriftstellerin Rosamunde Pilcher. Er beruht auf deren Kurzgeschichte Half a World away. In den Hauptrollen sind Andreas Herder und Henriette Richter-Röhl sowie Hans Clarin und Gerlinde Locker zu sehen.

## Handlung
Milly Cohen musste nach dem Unfalltod ihrer Eltern ihr Kunststudium an den Nagel hängen und lebt zusammen mit ihrem kleinen Bruder Kevin bei der Großmutter in Cornwall. Nachdem sie sich in verschiedenen Jobs ausprobiert hat, ist sie nun die rechte Hand des Antiquitätenhändlers Phillip Barnes. Phillip ist oft ziemlich unausstehlich. Milly, reizend anzusehen, fröhlich und schlagfertig, weiß meist interessante Geschichten über die kostbaren Antiquitäten, die sie verkauft, zu berichten, sodass die Kunden mit Begeisterung immer wiederkommen. Als Millys kleiner Bruder ernsthaft erkrankt, muss die junge Frau beruflich kürzertreten, wofür ihr Chef überhaupt kein Verständnis aufbringt. Als Phillip wieder einmal besonders wenig Einfühlungsvermögen für ihre Situation zeigt, kündigt Milly kurzerhand. Erst jetzt, als er sich mit unfähigen Nachfolgerinnen Millys herumschlagen muss, wird Phillip bewusst, was er an ihr hatte. Und noch etwas stellt er verwundert fest, er vermisst Milly nicht nur im Geschäft, sondern überhaupt. Milly hat derweil ganz andere Sorgen, ihr kleiner Bruder hatte einen Zusammenbruch und im Krankenhaus wird festgestellt, dass er einen Herzfehler hat, und möglichst sofort operiert werden sollte. Das dafür nötige Kapital kann Milly nicht allein aufbringen.
Bei Millys Großmutter Cathy hat sich inzwischen ihre große Liebe Lord David Forster, der lange Zeit in Amerika war, gemeldet. Seine snobistische Familie sorgte seinerzeit dafür, dass die beiden ihre Liebe nicht leben konnten. Er möchte sich jetzt endlich zu Cathy bekennen.
Phillip, dem inzwischen bewusst geworden ist, dass er Milly liebt, bringt sie dazu, seine Einladung zu einem gemeinsamen Abendessen nicht auszuschlagen. Anderentags lässt er ihr als Geschenk eine äußerst kostbare kleine Standuhr, die eine ganz besondere Geschichte hat und von der er weiß, dass sie für Milly eine außergewöhnliche Bedeutung hat, zukommen und ist sich sicher, dass Milly versteht, was er ihr damit sagen will. Als Milly erfährt, welchen enormen Wert dieses Geschenk hat, stellt sie sich die Frage, ob Phillip überhaupt weiß, was die Uhr wirklich wert ist. Sie entschließt sich, das Präsent zurückzugeben. Sie hat einen Brief beigefügt, in dem sie Phillip erklärt, wie kostbar die Uhr ist und dass sie sie annehmen würde, wenn er sie ihr zurückgeben würde mit diesem Wissen. Phillips Schwester Rachel, die die Uhr entgegengenommen hat, vernichtet den Brief und erzählt ihrem Bruder, dass Milly sein Geschenk ablehne und er sich auch nicht mehr bei ihr melden solle. Sie will nicht, dass Phillip eine Verbindung „unter seinem Niveau“ eingeht.
Auf einem Gartenfest bekommt Phillip, der dort auch eingeladen ist, mit, wie Milly ihren Freund Tristan umarmt und küsst. Er weiß nicht, dass es aus Dankbarkeit geschehen ist, weil Tristan ihr einen Ring geschenkt hat, durch dessen Verkauf sie Kevins Operation finanzieren soll. Enttäuscht wendet sich Phillip ab. Aus Dankbarkeit will Milly den Heiratsantrag von Tristan annehmen, wird durch ein Gespräch mit ihrer Großmutter jedoch verunsichert, die ihr eindringlich nahelegt, ihre Entscheidung noch einmal zu überdenken.
David Forster, Phillips Patenonkel, ist es, der dafür sorgt, dass Phillip erfährt, welch große Sorgen Milly hat und David reagiert sofort, indem er anonym das Geld für Kevins notwendige Operation stellt. Letztendlich klären sich alle Missverständnisse auch durch das Zutun von David Forster und Cathys Großmutter. Die beiden wollen verhindern, dass Jahrzehnte vergehen, wie es bei ihnen selbst der Fall war, ehe die jungen Leute zusammenkommen. Und auch ein Geheimnis besonderer Art wird noch aufgedeckt. Milly und Kevin, der seine Herzoperation inzwischen erfolgreich überstanden hat, sind die Enkelkinder von Lord David Forster.

## Produktionsnotizen und DVD

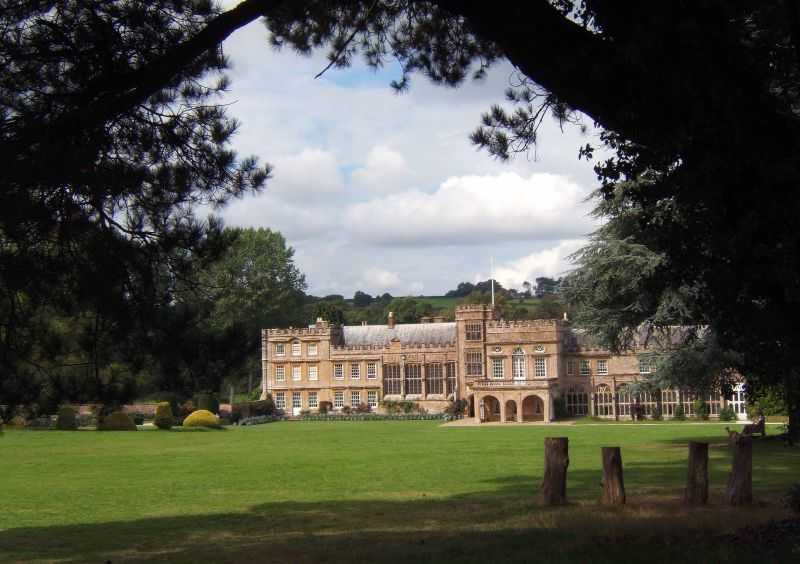
Forde Abbey, Drehort der Silberhochzeit

Gedreht wurde der Fernsehfilm in der Zeit vom 4. September bis 3. Oktober 2003. Während die Titelsequenz läuft werden Luftaufnahmen von Durdle Door, einer Felsbrücke aus Kalkstein, den Hooken Cliffs bei Branscombe sowie der Südküste bei den Old Harry Rocks, zweier berühmter Kreidesäulen auf der Halbinsel Isle of Purbeck an der Küste der Grafschaft Dorset, der Südküste von England, gezeigt. Außerdem sind Luftaufnahmen von Salcombe zu sehen. In der Nähe der Hooken Cliffs fand auf den dortigen Schafwiesen die Aussprache zwischen Milly und ihrer Großmutter statt, ebenso wie Gespräche zwischen Milly und Tristan. Im Hintergrund ist der Ort Seaton zu erkennen. Die Auktion, zu der Milly fährt, findet in Exeter in der Beer Street, Ecke Palace Gate, unweit der Kathedrale statt. Ein Treffen zwischen Millys Großmutter und Phillips Onkel findet in der Kathedrale von Exeter am Richard Hooker Denkmal statt. Die Autoszenen wurden in Berry Head bei Brixham gedreht, Kevins Schulszenen im und am Ugbrooke House. Die Szenen der Silberhochzeit entstanden auf Forde Abbey.
Erstmals ausgestrahlt wurde Solange es dich gibt vom ZDF am 28. März 2004.
DVD-Veröffentlichung
- Der Film erschien am 27. Juni 2005 zusammen mit einem weiteren Film der Reihe auf DVD. Herausgeber: Universum Film GmbH.[3]

## Kritik
Das Lexikon des internationalen Films tat den Film mit den Worten ab: 

„Das übliche Herz-Schmerz-Getue und dem obligatorischen Happy End.“

TV Spielfilms Kritik fiel süffisant aus: „Solange es dich gibt, darf der Geist ruhen.“